# Матвеев, Евгений Юрьевич
Евгений Юрьевич Матвеев (род. 15 апреля 1984 года в Пензе) — российский регбист, нападающий. Участник чемпионата мира 2011 и 2019 годов в составе сборной России.

## Биография
С 6 до 11 лет занимался борьбой, после в 13 лет пришёл в регби. С 2001 по 2006 год выступал за регбийный клуб «Пенза». В 2007 году вступил в команду «ВВА-Подмосковье». В 2021 году завершил карьеру регбиста и работает в команде реабилитологом.
Пятикратный чемпион России (2007—2011), бронзовый призёр чемпионата России (2012—2018).

### Сборная
В сборной России дебютировал 21 апреля 2007 года, в матче против Чехии в Краснодаре. На чемпионате мира 2011 года в Новой Зеландии провёл два матча, против Ирландии и Австралии.На чемпионате мира 2019 провёл 3 матча против Японии, Самоа и Ирландии.
В 2008 году участвовал в чемпионате Европы по регби-7 в Ганновере (9-е место).